# 水守祥吾
水守 祥吾（みずもりしょうご、1979年8月1日 - ）は、日本の音楽プロデューサー。

## 来歴
小学校時代、父親が所有していたアコースティックギターに触れたのがきっかけでギターを始めた。またエレクトリックベースに関しては中学時代に友人の兄がインストバンド・カシオペアのレーザーディスクを所有しており、それを観たことで手を染めた。そのときに影響されたベーシストは鳴瀬喜博だった。（ラジオより情報抜粋）
大学卒業後に三菱系の電機メーカーにてエンジニアサラリーマン経験があり、脱サラをして音楽の道へと進んだ。電気関連の資格を多数所有しており電気、電子、音響工学系の知識を持つ。これを活かして、レコーディングエンジニアとしても活動している。
音楽人としては本業ベーシストにも関わらずギタリストとしてステージに立つことが多い。

楽曲制作・プロデュースについて
鳥貴族一号店からの鳥貴族ヘビーユーザーで鳥貴族カムレード加盟店ダンク社の社歌（応援歌）を作ったことで知られている。なおこの楽曲については社員手帳にコードブック的に書かれている。なお自ら作る曲の90パーセントは鳥貴族で飲みながら作っているらしい。プロデュースにおいてメジャーデビュー前のバイオリン・ギターデュオのジュスカグランペールとイベント、ラジオ番組、レコーディングを共に10年こなし後、HATSレーベルより鳥山雄二プロデュースによりジュスカグランペールはメジャーデビューを果たす。歴代レコーディングを担当した音源もメジャーレーベルになってからのCDにも収録されている。ジュスカグランペールはSKⅡのＣＭにもタイアップされた。